# Charpentieria
Charpentieria é um género de gastrópode da família Clausiliidae.
Este género contém as seguintes espécies:
- Charpentieria diodon
- Charpentieria ornata